# Type 80 (tên lửa không đối hạm)
Shiki 80 (80式空対艦誘導弾, はちまるしきくうたいかんゆうどうだん) là loại tên lửa không đối hạm được lực lượng phòng vệ Nhật Bản thông qua để đưa vào phục vụ từ năm 1980. Loại này còn được biết với tên ASM-1.

## Phát triển
Do là nước bao quanh bởi biển nên Nhật Bản đã chú trọng phát triển các loại tên lửa chống tàu như một cách để phòng thủ. Sau khi tên lửa chống hạm Liên Xô là P-15 Termit chứng minh được năng lực của mình khi bắn chìm khu trục hạm Eilat của Israel năm 1967 thì các nước phương Tây đã nỗ lực đẩy nhanh việc hoàn tất phát triển loại tên lửa này.
Viện nghiên cứu kỹ thuật và Phát triển trực thuộc bộ quốc phòng Nhật Bản (khi đó là Cục Phòng vệ Nhật Bản) đã tiến hành nghiên cứu loại tên lửa này từ năm 1973 sau đó chuyển sang cho nhà thầu chính là tập đoàn công nghiệp nặng Mitsubishi năm 1974. Tập đoàn lo việc phát triển hệ thống dẫn đường quán tính, Mitsubishi Electric thì nghiên cứu hệ thống ra đa và phát triển các bộ phận định vị điện tử khác cùng các thành phần thân của tên lửa. Tập đoàn công nghiệp Daikin thì lo việc phát triển pin để duy trì việc hoạt động của các hệ thống điện tử.
Loại tên lửa này được phát triển dựa trên tên lửa AAM-2 để tránh chi phí phát triển bị tăng vọt. Việc thử nghiệm bắt đầu được thực hiện từ tháng 5 năm 1979 và trong thời điểm này có thông tin về việc lượng quân đội Hoa Kỳ xung quanh khu vực thử nghiệm trở nên tích cực một cách bất thường trong việc cố tìm cách thu lượm lại các mảnh vỡ của các tên lửa thử nghiệm. Sau khi việc thử nghiệm hoàn tất thì loại tên lửa này đã được thông qua để đưa vào phục vụ từ năm 1980 vì thế nó có tên Shiki 80 với tốc độ trang bị ước tính là 25 quả/năm. Cũng giống như hầu hết các loại vũ khí hiện đại khác của Nhật Bản nó không bao giờ được xuất khẩu.

## Thiết kế

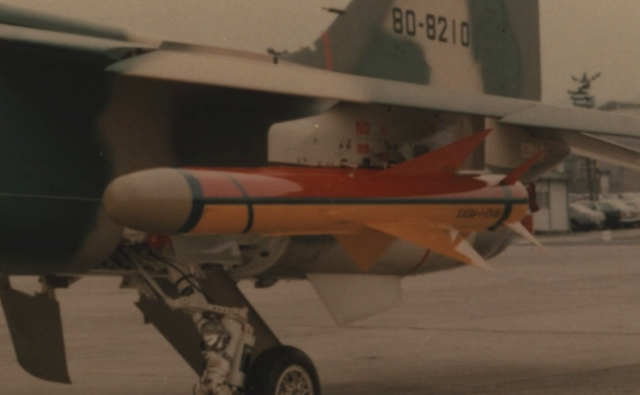
Thử nghiệm thực tế tên lửa không đối hạm tầm ngắn (XASM-1) (tên lửa không đối hạm Kiểu 80 (ASM-1) hiện tại) từ tháng 8 năm 1979 đến tháng 3 năm 1980.

Shiki 80 có cấu trúc dạng khối có thể chia ra thành các phần điều khiển, đầu đạn, động cơ và hệ thống kiểm soát. Tên lửa sử dụng động cơ tuốc bin phản lực nhiên liệu rắn Mitsubishi TJM-2, động cơ được điều khiển bởi một hệ thống điện tử tăng giảm sao có thể cho duy trì một tốc độ bay nhất định, bốn cánh đuôi xếp thành hình chữ thập. Cửa hút khí của động cơ khá hẹp nằm dọc bên dưới thân của tên lửa.
Các chiếc Mitsubishi F-1, F-4EJ Kai và Mitsubishi F-2 có thể trang bị loại tên lửa này. Sau khi ra đa của máy bay tìm thấy mục tiêu các dữ liệu mục tiêu được chuyển đến cơ sở dữ liệu của các tên lửa thông qua hệ thống điều khiển. Khi tên lửa được bắn ra nó sẽ hạ xuống cách mặt biển một khoảng. Hệ thống dẫn đường quán tính được sử dụng khi bay tiếp cận vị trí của mục tiêu trong cơ sở dữ liệu và trong giai đoạn cuối nó sẽ kích hoạt ra đa chủ động băng tần X để xác định mục tiêu, hệ thống điện tử sẽ điều chỉnh nhảy tần số của ra đa nếu thấy có hiện tượng bị nhiễu và nếu không tìm thấy mục tiêu trong một khoảng thời gian tên lửa sẽ tự hủy hay nhận lệnh tự hủy từ bên ngoài.